# Gmina Jeżowe
Die Gmina Jeżowe ist eine Landgemeinde im Powiat Niżański der Woiwodschaft Karpatenvorland in Polen. Ihr Sitz ist das gleichnamige Dorf mit etwa 5250 Einwohnern.

## Gliederung
Zur Landgemeinde (gmina wiejska) Jeżowe gehören folgende Dörfer mit einem Schulzenamt.
Cholewiana Góra
Groble
Jata
Jeżowe
Krzywdy
Nowy Nart
Pogorzałka
Sójkowa
Stary Nart
Zalesie
Weitere Orte der Gemeinde sind:
Błądki
Gęsiówka
Kameralne
Kowale
Łętownia
Okolisko
Pikuły
Sibigi
Walisko
Zaborczyny
Zagościniec
Zagórzany
Zagrody